# Каппа Павлина
Каппа Павлина (лат. κ Pavonis) — переменная звезда в созвездии Павлина. Самая яркая переменная типа W Девы для земного наблюдателя.

## Обнаружение
В 1901 году упоминалось, что κ Павлина является переменной звездой, видимая звёздная величина которой меняется от 3.8 до 5.2 с периодом 9.0908 суток. Дальнейшие наблюдения показали наличие вариаций лучевой скорости, согласованных с вариациями видимого блеска; в то время предполагалось, что это свидетельство природы звезды как спектрально-двойной системы. Вариации блеска считались проявлениями затмений в двойной системе.
Менее 10 лет спустя κ Павлина отнесли к объектам, вероятно являющимся цефеидами. В 1937 году объект использовался для калибровки шкалы расстояний по цефеидам. Лишь спустя годы были установлены различные соотношения периода и светимости для цефеид I и II типов, при этом κ Павлина была отнесена ко II типу.

## Переменность
κ Павлина меняет видимый блеск от 3.91 до 4.78, при этом спектральный класс меняется от F5 до G5 с периодом около 9.1 дней. Это переменная типа W Девы, цефеида II типа, которая в ходе эволюции проходит через голубую петлю.
κ Павлина проявляет внезапные малые изменения периода пульсации, в среднем очень точного. Период может меняться почти на 16 минут при среднем периоде 9 дней и 2 часа. В целом звезду считают пекулярной в сравнении с другими переменными типа W Девы. Было установлено, что подгруппа переменных типа W Девы в Большом Магеллановом Облаке содержит более горячие и яркие звезды, чем ожидалось ранее; такой тип обозначают pW (пекулярные переменные типа W Девы) в рамках классификации. Предполагается, что κ Pav также должна относиться к подклассу pW. Пекулярность звезд БМО может быть связана с взаимодействиями в двойных звездах, хотя нет свидетельств того, что κ Павлина является двойной звездой.

## Свойства
κ Павлина — крупная звезда со светимостью в несколько сотен раз выше солнечной. Спектральный класс звезды меняется в течение пульсации от F5 до G5 по мере изменения температуры, при этом класс светимости изменяется от яркого гиганта до сверхгиганта. Класс светимости для такой звезды довольно высок, но это является следствием низкой поверхностной гравитации вследствие малой массы самой пульсирующей звезды. При пульсациях радиус звезды меняется примерно на 3 радиуса Солнца относительно среднего значения. Непосредственно из наблюдений было выявлено изменение углового диаметра диска звезды.